# LaFee/Diskografie
Diese Diskografie ist eine Übersicht über die musikalischen Werke der deutschen Pop-Rock-Sängerin LaFee und ihrer Pseudonyme wie Tina LaFee. Den Quellenangaben zufolge hat sie bisher mehr als eine Million Tonträger verkauft. Ihre erfolgreichste Veröffentlichung ist das selbstbetitelte Debütalbum LaFee mit über 320.000 verkauften Einheiten.

## Alben

### Studioalben
| Jahr | Titel Musiklabel                       | Höchstplatzierung, Gesamtwochen, AuszeichnungChartplatzierungen (Jahr, Titel, Musiklabel, Platzierungen, Wochen, Auszeichnungen, Anmerkungen) | Höchstplatzierung, Gesamtwochen, AuszeichnungChartplatzierungen (Jahr, Titel, Musiklabel, Platzierungen, Wochen, Auszeichnungen, Anmerkungen) | Höchstplatzierung, Gesamtwochen, AuszeichnungChartplatzierungen (Jahr, Titel, Musiklabel, Platzierungen, Wochen, Auszeichnungen, Anmerkungen) | Anmerkungen                                             |
| Jahr | Titel Musiklabel                       | DE | AT | CH | Anmerkungen                                             |
| ---- | -------------------------------------- | --- | --- | --- | ------------------------------------------------------- |
| 2006 | LaFee Capitol Records (EMI)            | DE1 ×3Dreifachgold · (64 Wo.)DE | AT1 Platin · (43 Wo.)AT | CH19 (29 Wo.)CH | Erstveröffentlichung: 22. Juni 2006 Verkäufe: + 320.000 |
| 2007 | Jetzt erst recht Capitol Records (EMI) | DE1 Platin · (36 Wo.)DE | AT1 Gold · (24 Wo.)AT | CH14 (13 Wo.)CH | Erstveröffentlichung: 6. Juli 2007 Verkäufe: + 210.000  |
| 2009 | Ring frei Electrola (EMI)              | DE6 (15 Wo.)DE | AT5 Gold · (13 Wo.)AT | CH21 (7 Wo.)CH | Erstveröffentlichung: 2. Januar 2009 Verkäufe: + 10.000 |
| 2011 | Frei Capitol Records (EMI)             | DE14 (2 Wo.)DE | AT21 (1 Wo.)AT | CH34 (2 Wo.)CH | Erstveröffentlichung: 4. Juli 2011                      |
| 2021 | Zurück in die Zukunft Telamo (WMG)     | DE7 (3 Wo.)DE | AT14 (2 Wo.)AT | CH54 (1 Wo.)CH | Erstveröffentlichung: 20. August 2021                   |

### Kompilationen
| Jahr | Titel Musiklabel              | Höchstplatzierung, Gesamtwochen, AuszeichnungChartplatzierungen (Jahr, Titel, Musiklabel, Platzierungen, Wochen, Auszeichnungen, Anmerkungen) | Höchstplatzierung, Gesamtwochen, AuszeichnungChartplatzierungen (Jahr, Titel, Musiklabel, Platzierungen, Wochen, Auszeichnungen, Anmerkungen) | Höchstplatzierung, Gesamtwochen, AuszeichnungChartplatzierungen (Jahr, Titel, Musiklabel, Platzierungen, Wochen, Auszeichnungen, Anmerkungen) | Anmerkungen                             |
| Jahr | Titel Musiklabel              | DE | AT | CH | Anmerkungen                             |
| ---- | ----------------------------- | --- | --- | --- | --------------------------------------- |
| 2008 | Shut Up Capitol Records (EMI) | DE21 (6 Wo.)DE | AT31 (4 Wo.)AT | — | Erstveröffentlichung: 27. Juni 2008     |
| 2009 | Best Of Electrola (EMI)       | — | — | — | Erstveröffentlichung: 27. November 2009 |

## Singles

### Als Leadmusikerin
| Jahr | Titel Album                                                 | Höchstplatzierung, Gesamtwochen, AuszeichnungChartplatzierungen (Jahr, Titel, Album, Platzierungen, Wochen, Auszeichnungen, Anmerkungen) | Höchstplatzierung, Gesamtwochen, AuszeichnungChartplatzierungen (Jahr, Titel, Album, Platzierungen, Wochen, Auszeichnungen, Anmerkungen) | Höchstplatzierung, Gesamtwochen, AuszeichnungChartplatzierungen (Jahr, Titel, Album, Platzierungen, Wochen, Auszeichnungen, Anmerkungen) | Anmerkungen |
| Jahr | Titel Album                                                 | DE | AT | CH | Anmerkungen |
| ---- | ----------------------------------------------------------- | --- | --- | --- | --- |
| 2006 | Virus LaFee                                                 | DE14 (18 Wo.)DE | AT14 (24 Wo.)AT | CH70 (6 Wo.)CH | Erstveröffentlichung: 10. März 2006                                                                                 |
| 2006 | Prinzesschen LaFee                                          | DE11 Gold · (23 Wo.)DE | AT10 (28 Wo.)AT | CH25 (14 Wo.)CH | Erstveröffentlichung: 2. Juni 2006 Verkäufe: + 150.000                                                              |
| 2006 | Was ist das? LaFee                                          | DE17 (10 Wo.)DE | AT25 (15 Wo.)AT | CH59 (5 Wo.)CH | Erstveröffentlichung: 1. September 2006                                                                             |
| 2006 | Mitternacht LaFee                                           | DE23 (9 Wo.)DE | AT23 (10 Wo.)AT | — | Erstveröffentlichung: 24. November 2006                                                                             |
| 2007 | Heul doch / Shut Up (EN-Version) Jetzt erst recht / Shut Up | DE3 Gold · (18 Wo.)DE | AT6 (19 Wo.)AT | CH25 (10 Wo.)CH | Erstveröffentlichung: 18. Mai 2007 (DE-Version) Erstveröffentlichung: 23. Mai 2008 (EN-Version) Verkäufe: + 150.000 |
| 2007 | Beweg dein Arsch Jetzt erst recht                           | DE22 (9 Wo.)DE | AT35 (5 Wo.)AT | CH87 (3 Wo.)CH | Erstveröffentlichung: 24. August 2007                                                                               |
| 2007 | Wer bin ich? Jetzt erst recht                               | DE25 (9 Wo.)DE | AT41 (5 Wo.)AT | — | Erstveröffentlichung: 16. November 2007                                                                             |
| 2008 | Ring frei                                                   | DE22 (10 Wo.)DE | AT31 (8 Wo.)AT | — | Erstveröffentlichung: 21. November 2008                                                                             |
| 2009 | Scheiss Liebe Ring frei                                     | DE44 (7 Wo.)DE | AT63 (2 Wo.)AT | — | Erstveröffentlichung: 6. März 2009                                                                                  |
| 2009 | Der Regen fällt (2009) Best Of                              | DE94 (1 Wo.)DE | — | — | Erstveröffentlichung: 20. November 2009                                                                             |
| 2011 | Ich bin Frei                                                | DE80 (5 Wo.)DE | AT53 (2 Wo.)AT | — | Erstveröffentlichung: 3. Juni 2011                                                                                  |
| 2011 | Leben wir jetzt Frei                                        | — | — | — | Erstveröffentlichung: 11. November 2011                                                                             |
| 2012 | Zeig dich! Hanni & Nanni 2 (O.S.T.)                         | — | — | — | Erstveröffentlichung: 11. Mai 2012                                                                                  |
| 2015 | Was bleibt –                                                | DE75 (1 Wo.)DE | — | — | Erstveröffentlichung: 12. März 2015                                                                                 |
| 2015 | Die ganze Welt –                                            | — | — | — | Erstveröffentlichung: 17. April 2015                                                                                |
| 2015 | Hysteria –                                                  | — | — | — | Erstveröffentlichung: 21. Juli 2015                                                                                 |
| 2015 | So gut! –                                                   | — | — | — | Erstveröffentlichung: 21. Oktober 2015                                                                              |
| 2015 | Dein Geschenk –                                             | — | — | — | Erstveröffentlichung: 11. November 2015                                                                             |
| 2016 | Ich gehör nur mir –                                         | — | — | — | Erstveröffentlichung: 12. Januar 2016                                                                               |
| 2016 | Schwarze Tränen –                                           | — | — | — | Erstveröffentlichung: 20. Mai 2016                                                                                  |
| 2017 | Kämpferherz –                                               | — | — | — | Erstveröffentlichung: 16. Februar 2017                                                                              |
| 2018 | Kartenhaus –                                                | — | — | — | Erstveröffentlichung: 16. November 2018                                                                             |
| 2021 | (Ich bin ein) Material Girl Zurück in die Zukunft           | — | — | — | Erstveröffentlichung: 26. Februar 2021 Original: Madonna – Material Girl                                            |
| 2021 | Halt mich fest Zurück in die Zukunft                        | — | — | — | Erstveröffentlichung: 30. April 2021 Original: a-ha – Take On Me                                                    |
| 2021 | Rock Me Amadeus Zurück in die Zukunft                       | — | — | — | Erstveröffentlichung: 20. August 2021 mit Falco                                                                     |
| 2024 | Königin der Nacht –                                         | — | — | — | Erstveröffentlichung: 13. Dezember 2024                                                                             |
| 2025 | Kriegerin –                                                 | — | — | — | Erstveröffentlichung: 17. Januar 2025                                                                               |
| 2025 | Benzin –                                                    | — | — | — | Erstveröffentlichung: 27. Juni 2025                                                                                 |

### Als Gastmusikerin
| Jahr | Titel Album                                   | Anmerkungen                                                                                  |
| ---- | --------------------------------------------- | -------------------------------------------------------------------------------------------- |
| 2020 | Hand in Hand Goldene Weihnachtshits (Sampler) | Erstveröffentlichung: 6. November 2020 als Teil der Hand in Hand All Stars; Original: beFour |

## Videoalben und Musikvideos

### Videoalben
| Jahr | Titel Musiklabel                                                | Höchstplatzierung, Gesamtwochen, AuszeichnungChartplatzierungen (Jahr, Titel, Musiklabel, Platzierungen, Wochen, Auszeichnungen, Anmerkungen) | Höchstplatzierung, Gesamtwochen, AuszeichnungChartplatzierungen (Jahr, Titel, Musiklabel, Platzierungen, Wochen, Auszeichnungen, Anmerkungen) | Höchstplatzierung, Gesamtwochen, AuszeichnungChartplatzierungen (Jahr, Titel, Musiklabel, Platzierungen, Wochen, Auszeichnungen, Anmerkungen) | Anmerkungen                                                               |
| Jahr | Titel Musiklabel                                                | DE | AT | CH | Anmerkungen                                                               |
| ---- | --------------------------------------------------------------- | --- | --- | --- | ------------------------------------------------------------------------- |
| 2006 | Secret LIVE Capitol Records (EMI)                               | DE* GoldDE | AT4 (5 Wo.)AT | CH*CH | Erstveröffentlichung: 24. November 2006 Verkäufe: + 25.000; * siehe LaFee |
| 2007 | LaFee erst Recht – Mit VIVA! Capitol Records (EMI)              | DE*DE | AT4 (1 Wo.)AT | CH*CH | Erstveröffentlichung: 28. September 2007 * siehe Jetzt erst recht         |
| 2007 | Wer bin ich? – Ein ungeschminktes Märchen Capitol Records (EMI) | — | — | — | Erstveröffentlichung: 9. November 2007                                    |

### Musikvideos
| Jahr | Titel                       | Regie                             |
| ---- | --------------------------- | --------------------------------- |
| 2006 | Virus                       | Jure Matjazic                     |
| 2006 | Prinzesschen                | Bastien Francois                  |
| 2006 | Was ist das?                | Bastien Francois                  |
| 2006 | Mitternacht                 | Bastien Francois                  |
| 2007 | Heul doch                   | Bastien Francois                  |
| 2007 | Beweg dein Arsch            | Bastien Francois                  |
| 2007 | Wer bin ich?                | Bastien Francois                  |
| 2008 | Shut Up                     | Bastien Francois                  |
| 2008 | Ring frei                   | Bastien Francois                  |
| 2009 | Scheiss Liebe               |                                   |
| 2009 | Der Regen fällt (2009)      |                                   |
| 2011 | For Once and for All        |                                   |
| 2011 | Ich bin                     | Daniel Lwowski                    |
| 2011 | Leben wir jetzt             | Sandra Marschner                  |
| 2012 | Hard to Know                | Andreas Z. Simon                  |
| 2012 | Zeig Dich!                  |                                   |
| 2014 | Kinder dieser Welt          | Christian Hattesen, Norleon Graff |
| 2018 | Kartenhaus                  | Sandeep Mehta                     |
| 2020 | Hand in Hand                |                                   |
| 2021 | (Ich bin ein) Material Girl | Adam Aboou                        |
| 2021 | Halt mich fest              | Jordan Production                 |
| 2021 | Rock Me Amadeus             | Jordan Production                 |
| 2024 | Königin der Nacht           | Adam Abdou                        |
| 2025 | Kriegerin                   | Adam Abdou                        |
| 2025 | Benzin                      | Adam Abdou                        |

## Promoveröffentlichungen
| Jahr | Titel Album                     | Anmerkungen |
| ---- | ------------------------------- | --- |
| 2012 | Flip Flop (Can’t Help Myself) – | Erstveröffentlichung: September 2012 als Tina LaFee vs. Johnny Kelvin; 10.000 kostenlose Downloads auf der Homepage des Playboy |

## Sonderveröffentlichungen

### Alben
| Jahr | Titel Musiklabel                         | Anmerkungen                                                        |
| ---- | ---------------------------------------- | ------------------------------------------------------------------ |
| 2011 | LaFee / Jetzt erst recht EMI Group (EMI) | Erstveröffentlichung: 20. Mai 2011 Teil der „Classic-Albums“-Reihe |

### Lieder
| Jahr | Titel Album                                             | Anmerkungen                                                                                  |
| ---- | ------------------------------------------------------- | -------------------------------------------------------------------------------------------- |
| 2004 | Handy Kiddy Contest Vol. 10                             | Erstveröffentlichung: 25. Oktober 2004 Original: Scott English – Brandy; als Christina Klein |
| 2006 | Du liebst mich nicht Come Together – A Tribute to BRAVO | Erstveröffentlichung: 29. September 2006 Original: Sabrina Setlur                            |
| 2012 | Hard to Know Dein Song 2012                             | Erstveröffentlichung: 30. März 2012 mit Julian Hilgert                                       |
| 2020 | Hand in Hand Goldene Weihnachtshits                     | Erstveröffentlichung: 6. November 2020 als Teil der Hand in Hand All Stars; Original: beFour |

| Jahr | Titel Soundtrack           | Anmerkungen                         |
| ---- | -------------------------- | ----------------------------------- |
| 2008 | Shut Up Freche Mädchen     | Erstveröffentlichung: 18. Juli 2008 |
| 2012 | Zeig dich! Hanni & Nanni 2 | Erstveröffentlichung: 18. Mai 2012  |

### Videoalben
| Jahr | Titel Musiklabel                              | Anmerkungen                                                                                              |
| ---- | --------------------------------------------- | --- |
| 2006 | LaFee (Special Edition) Capitol Records (EMI) | Erstveröffentlichung: 23. Juni 2006 erweiterte Fassung mit Bonus-DVD; Verkäufe werden LaFee hinzuaddiert |

## Statistik

### Chartauswertung
|                     | DE    | AT    | CH    |
| ------------------- | ----- | ----- | ----- |
| Nummer-eins-Alben   | DE2DE | AT2AT | CH—CH |
| Top-10-Alben        | DE4DE | AT3AT | CH—CH |
| Alben in den Charts | DE6DE | AT6AT | CH5CH |

|                       | DE     | AT     | CH    |
| --------------------- | ------ | ------ | ----- |
| Nummer-eins-Singles   | DE—DE  | AT—AT  | CH—CH |
| Top-10-Singles        | DE1DE  | AT2AT  | CH—CH |
| Singles in den Charts | DE12DE | AT10AT | CH5CH |

|                          | DE    | AT    | CH    |
| ------------------------ | ----- | ----- | ----- |
| Nummer-eins-Videoalben   | DE—DE | AT—AT | CH—CH |
| Top-10-Videoalben        | DE—DE | AT2AT | CH—CH |
| Videoalben in den Charts | DE—DE | AT2AT | CH—CH |

### Auszeichnungen für Musikverkäufe
Anmerkung: Auszeichnungen in Ländern aus den Charttabellen bzw. Chartboxen sind in ebendiesen zu finden.
| Land/RegionAuszeichnungen für Musikverkäufe (Land/Region, Auszeichnungen, Verkäufe, Quellen) | Gold     | Platin     | Verkäufe | Quellen           |
| -------------------------------------------------------------------------------------------- | -------- | ---------- | -------- | ----------------- |
| Deutschland (BVMI)                                                                           | 4× Gold4 | 2× Platin2 | 825.000  | musikindustrie.de |
| Österreich (IFPI)                                                                            | 2× Gold2 | Platin1    | 40.000   | ifpi.at           |
| Insgesamt                                                                                    | 6× Gold6 | 3× Platin3 |          |                   |